# Concepció Corominas i Prats
Concepció Coromines i Prats (Sant Feliu de Guíxols, Baix Empordà, 1890 - Perpinyà, Rosselló, 1982) va ser una cantant catalana, filla de la Magdalena Prats i Fortó i de Vicenç de Paül Coromines i Muxach.
Va esdevenir una excel·lent cantant tiple i actuà en diversos teatres nacionals i estrangers. Amb tretze anys ja formava part de l'Orfeó Gesòria, dirigit per Josep Codina, on ja destacà per la seva qualitat musical. Entre 1904 i 1909 va viure i estudià òpera a Milà, amb la seva tia madrastra Anna Prats. A partir de 1910, després del seu debut al teatre Rossini de Venècia, va iniciar una gira per diverses ciutats. Entre 1910 i 1913 va ser primera cantatriu del teatre Colón de Buenos Aires, sota la direcció del guixolenc Joan Goula i Soley. Es casà a l'Argentina amb el cantant d'òpera italià Ermano Benedetti (1913).
El 1914 va tornar a Sant Feliu de Guíxols on actuà sota la direcció del mestre Pérez Cabrero i, des de llavors, actuà arreu del país. L'any 1930 realitzà la seva darrera gira pel nord d'Espanya, interpretant òperes de Verdi i Puccini. Tres anys després, amb quaranta-tres anys, va abandonar la seva carrera artística per una afecció a les cordes vocals. Es va retirar a viure a Perpinyà els darrers anys de la seva vida.